# 71 г. пр.н.е.
71 (седемдесет и първа) година преди новата ера (пр.н.е.) е година от доюлианския (Помпилийски) римски календар.

## Събития

### В Римската република
- Консули на Римската република са Публий Корнелий Лентул Сура и Гней Ауфидий Орест.
- Гней Помпей се завръща в Рим и е изпратен на юг, за да помогне на Марк Крас във войната със Спартак. Разбирайки това, Крас търси решително сражение с въстаналите роби, което той постига във втората битка при Силариус.[1]
- Приключва Третата робска война. Крас разпъва на кръст 6000 пленени въстаници по протежението на Апиевия път.[1]
- Крас е награден с овация за победата си.
- Помпей е удостоен с триумф за победите си в Испания.[2]
- Трета Митридатова война:
  - Лукул нахлува в централните части на Понт. Митридат VI отказва да даде решително сражение и непрекъснато отстъпва, но под натиска на преследващите го римляни армията му се разпада и той е принуден да търси спасение при своя зет Тигран II. Арменският цар го задържа изолиран и не му предоставя военна помощ, но не го предава на римляните.[2]
  - Лукул преустановява гонитбата, за да превземе все още съпротивляващите се градове и крепости.

## Починали
- Марк Антоний Кретик, римски политик (роден ок. 115 г. пр.н.е.)
- Спартак, главен водач на най-голямото робско въстание в историята на Римската република (роден ок. 109 г. пр.н.е.)
- Каст, келтски гладиатор и водач на робското въстания
- Ганик, келтски гладиатор и водач на робското въстания